# 松川浦県立自然公園
松川浦県立自然公園（まつかわうらけんりつしぜんこうえん）とは、福島県相馬市にある県立自然公園。日本百景の一つであり美しい森に囲まれた松川浦を中心とする相馬市臨海公園や、原釜尾浜海水浴場、鵜ノ尾岬等を持つ相馬市の観光地である。